# Brhadratha
Brhadratha (vládl asi 187–185 př. n. l.) byl poslední panovník Maurjovské říše. Říše Maurjů svého času zabírala valnou většinu Indického poloostrova, vrcholu dosáhla v době Ašóky (okolo 304 př. n. l. – 232 př. n. l.). Po Ašókově smrti však jeho nástupci nedokázali tak rozsáhlou zemi nadále udržet a Maurjovská říše se začala rozpadat.
Posledního panovníka, krále Brhadrathu, zavraždil jeden z generálů jeho vlastní armády Pušjamitra Šunga a položil tak základ dynastie Šungů. Brhadratha měl být zabit na vojenské přehlídce, kam byl Pušjamitrou vylákán. Smrtí Brhadrathy tak nastal konec jedné z velkých epoch v dějinách Indie.